# José De Queiroz
José De Queiroz (Lisbona, 9 agosto 1954) è un astronomo amatoriale svizzero di professione ristoratore e di nascita portoghese.

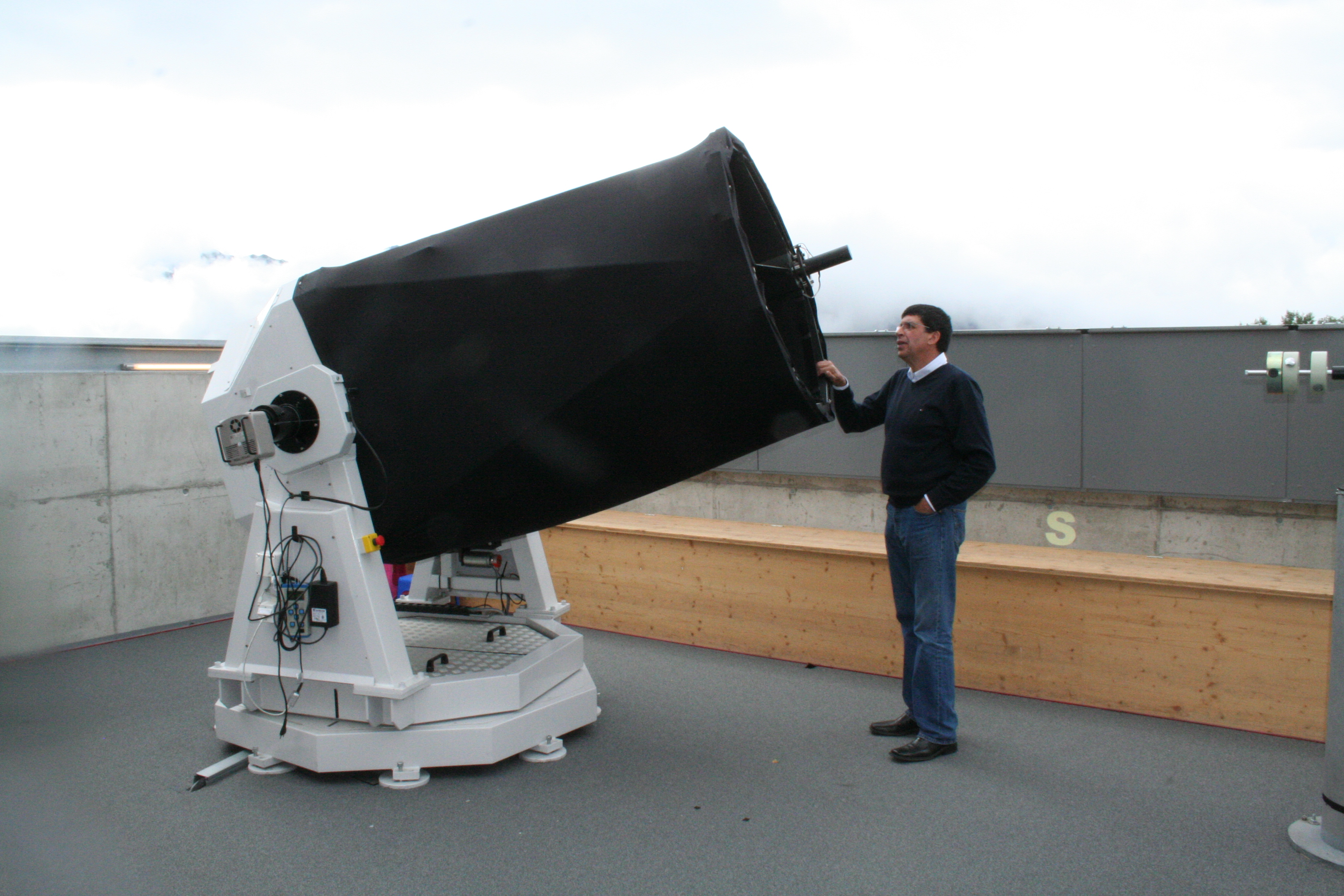
José de Queiroz a fianco del suo telescopio Cassegrain

Due anni dopo la sua nascita, la sua famiglia si trasferì a Braga dove José completò la prima parte dei suoi studi. Per la scuola superiore si trasferì a Oporto dove frequentò l'Istituto Superiore di Ingegneria. Nel 1974, dopo la rivoluzione dei garofani, scelse di emigrare in Svizzera dove trovò un primo impiego come animatore in una colonia estiva a Ormont-Dessus.
Subito dopo questa esperienza iniziò a lavorare nel settore turistico frequentando al contempo la scuola alberghiera. Poco dopo il matrimonio, avvenuto nel 1985, ottenne la cittadinanza svizzera a Zernez, la città natale della moglie. Dopo essersi diplomato si trasferì a Falera, nel Cantone dei Grigioni, dove nel 1987 assunse la gestione di un albergo. Nel 2005, venduto l'albergo, avviò la gestione di un ristorante.
| 233943 Falera | 21 novembre 2009 |
| 269484 Marcia | 19 ottobre 2009  |
| 269550 Chur   | 16 novembre 2009 |

Appassionato di astronomia, iniziò le osservazioni con un proprio telescopio nel 1999 unendosi un anno dopo all'Associazione Astronomica dei Grigioni. Nel 2002, diede vita al primo raduno di telescopi a Falera che venne ripetuto annualmente unendo all'attività osservativa anche quella divulgativa.
È stato tra i fondatori dell'Osservatorio Mirasteilas a Falera, il maggior tra quelli svizzeri aperti al pubblico.
Il Minor Planet Center gli accredita le scoperte di tre asteroidi, effettuate tutte nel 2009.
Gli è stato dedicato l'asteroide 72042 Dequeiroz.